# Aleksandr Andreev
Aleksandr Petrovich Andreev (em russo: Александр Петрович Андреев; Berezovo, Província de Riazã, 5 de maio de 1923 – Moscou, 5 de outubro de 2020)  foi um militar soviético e Coronel-General da aviação. Recebeu o título de Herói da Federação Russa em 1995. Foi também condecorado como Piloto Militar Homenageado da URSS em 1973 e era candidato de ciências militares.

## Biografia
Nasceu em 5 de maio de 1923, na aldeia de Berezovo, atualmente localizada no distrito de Pronsk, na Província de Riazã. Após concluir o ensino médio em 1940, ingressou no Instituto Pedagógico de Riazã. Em 1941, foi convocado para o Exército Vermelho e enviado para uma escola de aviação, da qual se formou em 1943
A partir de novembro de 1943, participou da Grande Guerra Patriótica como integrante do 163.º Regimento de Aviação de Caça da Guarda. Lutou nas regiões de Cubã, Península de Tamã, Crimeia, Bielorrússia, Polônia e Alemanha.
Em 1945, o comandante de seu regimento o recomendou para receber o título de Herói da União Soviética, mas a condecoração não foi concedida.
Seu último voo de combate foi realizado em 12 de maio de 1945, no Mar Báltico, durante uma missão de busca por navios inimigos.
Durante a guerra, atuou como piloto de reconhecimento aéreo, realizando mais de 300 missões de combate e participando de 50 combates aéreos, nos quais abateu pessoalmente 4 aeronaves inimigas e 2 em grupo. Foi ferido duas vezes por fogo antiaéreo e sofreu queimaduras.
De 1964 a 1970, comandou o 704.º Regimento de Aviação de Treinamento na Escola Superior de Aviação de Kachin. Em seguida, assumiu o comando da 11.ª Divisão de Aviação de Caça da Guarda, no Grupo de Forças do Sul, na Hungria. A partir de junho de 1970, comandou o 73.º Exército Aéreo (Distrito Militar da Ásia Central), e em agosto de 1973 passou a comandar o 17.º Exército Aéreo (Distrito Militar de Kiev).
Em 1975, Andreev foi promovido ao posto de Coronel-General da aviação.
Em 1979, passou a chefiar um departamento na Academia Militar do Estado-Maior Geral. Foi autor de 15 trabalhos científicos sobre o emprego da aviação. Aposentou-se em 1989, passando a se dedicar ativamente a atividades educativas e patrióticas, além de liderar organizações de veteranos.
Pelo decreto presidencial da Federação Russa nº 477, de 8 de maio de 1995, foi-lhe concedido o título de Herói da Federação Russa, com a medalha "Estrela de Ouro" nº 151, em reconhecimento à coragem e heroísmo demonstrados na luta contra os invasores nazistas durante a Grande Guerra Patriótica (1941–1945).
Desde 1998, atuava como presidente da Associação Regional de Organizações Públicas da cidade de Moscou.
Faleceu em 5 de outubro de 2020. Foi sepultado no Cemitério Preobrazhenskoe, em Moscou.

## Prêmios
- Herói da Federação Russa (1995)
- Ordem de Lenin (1967)
- Três Ordens do Estandarte Vermelho (incluindo 1944 e 1945)
- Duas Ordens da Guerra Patriótica de 1.ª classe (1945, 1985)
- Ordem da Bandeira Vermelha do Trabalho (1982)
- Duas Ordens da Estrela Vermelha (1944, 1956)
- Ordem "Pelo Serviço à Pátria nas Forças Armadas da URSS" de 3ª classe (1977)
- Medalha "Por Mérito de Batalha" (1951)
- Medalha "Pela Vitória sobre a Alemanha na Grande Guerra Patriótica 1941–1945"
- Medalha "Pela Captura de Königsberg"
- Medalha "Veterano das Forças Armadas da URSS"
- Medalha "Pelo Fortalecimento da Cooperação Militar"
- Medalha "Pelo Serviço Impecável" de 1ª classe

Outros países
- Cruz de Cavaleiro da Ordem da Polônia Restituta (Polônia)
- Medalha "Irmandade de Armas" (Polônia)
- Medalha "30 anos de Vitória sobre o Japão Militarista" (Mongólia)

Títulos e grau acadêmico
- Piloto Militar Homenageado da URSS (1973)
- Candidato de Ciências Militares

## Memória
Uma placa comemorativa foi instalada em sua homenagem no prédio da Universidade Estadual de Riazã S. A. Iêssienin.

## Literatura
- Книга Памяти Военной академии Генерального штаба Вооруженных сил Российской Федерации. — М.: Подмосковье, 2016.
- Постников С. И. В далёких гарнизонах. — М.: Polygon-press, 2004. — 528 с. — ISBN 5-94384-020-6.